# Pentalogia
Pentalogia – cykl pięciu utworów, z których każdy stanowi zamkniętą i integralną całość. Najczęściej poszczególne części pentalogii łączy osoba głównego bohatera.
Przykładem pentalogii jest Pięcioksiąg przygód Sokolego Oka Jamesa Fenimore'a Coopera:
- Pogromca zwierząt
- Ostatni Mohikanin
- Tropiciel śladów
- Pionierowie
- Preria

Współcześnie napisana pentalogią jest Pięcioksiąg Cadderly’ego Roberta Anthony’ego Salvatorego: 
- Kantyczka
- Mroki puszczy
- Nocne Maski
- Zdobyta Forteca
- Klątwa chaosu

Najsłynniejszą pentalogią jest oczywiście Tora, czyli Pięcioksiąg Mojżeszowy składający się z Księgi Rodzaju, Księgi Wyjścia, Księgi Kapłańskiej,  Księgi Liczb i Księgi Powtórzonego Prawa.
Istnieje też chiński Pięcioksiąg konfucjański, zbudowany z Księgi Przemian, Księgi Pieśni, Księgi Rytuałów, Księgi Dokumentów i Kroniki Wiosen i Jesieni.